# Paralamprops corollifera
Paralamprops corollifera är en kräftdjursart som beskrevs av Gamo 1990. Paralamprops corollifera ingår i släktet Paralamprops och familjen Lampropidae. Inga underarter finns listade i Catalogue of Life.